# Stade ploufraganais roller-skating
El Stade ploufraganais roller-skating también conocido con la denominación abreviada de SPRS Ploufragan o simplemente  SPRS, es un equipo francés de hockey sobre patines con sede en localidad de Ploufragan. Actualmente disputa la Nationale 1 Elite.

## Historia
El club fue fundado en 1986 consiguiendo el ascenso a la categoría Nationale 2 en 1993. Al final de la segunda temporada en dicha categoría, el club logra la segunda posición y asciende por primera vez en su historia a la Nationale 1 (máxima categoría estatal). Su quinto puesto en la temporada 1996-1997 le da acceso a disputar la Copa de la CERS de la temporada siguiente perdiendo en octavos de final ante el Sporting Tomar portugués por un global de 15 a 5. 
En 1999 desciende de categoría, pero sube de nuevo al año siguiente, situación que se repite de nuevo en 2003, ascenso gracias al título de campeón de Nationale 2.
En 2005 juega la final de la Copa de Francia perdiéndola ante el SCRA Saint-Omer y disputa la Copa de la CERS de la temporada 2005-06, llegando a los cuartos de final, siendo derrotados por el Igualada HC por un global de 15 goles a 2 (7 a 2  y 0-8).
En la temporada 2006-07 el club queda subcampeón de liga tras empatar a 60 puntos con La Vendéenne debido al goal-average favorable a estos últimos (8-4 y 6-3), pese a tener un mejor coeficiente general (goles favor/contra). En esa misma temporada disputa la Copa de la CERS, siendo eliminado en cuartos de final por el SA Mérignac por un global de 11 goles a 9 (5 a 5 y 6 a 4).
A partir de esta temporada exitosa el club se ha ido manteniendo en la categoría en las posiciones intermedias y bajas de la clasificación, salvo en la temporada 2015-2016 en la que su quinto puesto final le permitió disputar la Copa de la CERS de la temporada siguiente, en la que llegó a los octavos de final perdiendo ante el CGC Viareggio italiano por un total de 11 goles a 5 (7 a 4 y 4 a 1).

## Palmarés
- 1 subcampeonato de Liga: 2007
- 1 subcampeonato de Copa: 2005

## Plantilla 2018-2019
| - Jean François Morin - Wilfried Roux - Clement Chedmail - Nolan Seymour - Romain Planque - Edgar Peralta |  | - David Abreu - Nicolas Chedmail (portero) - Quintin Gwendal - Marvyn Chevalier (portero) - Joao Rodrigo Patricio Brilha |